# Reguengos de Monsaraz
Reguengos de Monsaraz – miejscowość w Portugalii, leżąca w dystrykcie Évora, w regionie Alentejo w podregionie Alentejo Central. Miejscowość jest siedzibą gminy o tej samej nazwie. 

## Demografia
| Liczba ludności gminy Reguengos de Monsaraz (1801–2011) | Liczba ludności gminy Reguengos de Monsaraz (1801–2011) | Liczba ludności gminy Reguengos de Monsaraz (1801–2011) | Liczba ludności gminy Reguengos de Monsaraz (1801–2011) | Liczba ludności gminy Reguengos de Monsaraz (1801–2011) | Liczba ludności gminy Reguengos de Monsaraz (1801–2011) | Liczba ludności gminy Reguengos de Monsaraz (1801–2011) | Liczba ludności gminy Reguengos de Monsaraz (1801–2011) | Liczba ludności gminy Reguengos de Monsaraz (1801–2011) | Liczba ludności gminy Reguengos de Monsaraz (1801–2011) |
| ------------------------------------------------------- | ------------------------------------------------------- | ------------------------------------------------------- | ------------------------------------------------------- | ------------------------------------------------------- | ------------------------------------------------------- | ------------------------------------------------------- | ------------------------------------------------------- | ------------------------------------------------------- | ------------------------------------------------------- |
| 1801                                                    | 1849                                                    | 1900                                                    | 1930                                                    | 1960                                                    | 1981                                                    | 1991                                                    | 2001                                                    | 2004                                                    | 2011                                                    |
| 5 199                                                   | 6 508                                                   | 10 240                                                  | 13 330                                                  | 15 090                                                  | 11 642                                                  | 11 401                                                  | 11 382                                                  | 11 460                                                  | 10 828                                                  |

## Sołectwa
Sołectwa gminy Reguengos de Monsaraz (ludność wg stanu na 2011 r.):
- Campinho – 708 osób
- Campo – 688 osób
- Corval – 1389 osób
- Monsaraz – 782 osoby
- Reguengos de Monsaraz – 7261 osób